# Neoperla tortipenis
Neoperla tortipenis är en bäcksländeart som beskrevs av Peter Zwick 1980. Neoperla tortipenis ingår i släktet Neoperla och familjen jättebäcksländor. Inga underarter finns listade i Catalogue of Life.